# پوکر فیس (ترانه لیدی گاگا)
«پوکِر فِیس» (انگلیسی: Poker Face) ترانه‌ای از خوانندهٔ آمریکایی لیدی گاگا برای نخستین آلبوم استودیویی‌اش، شهرت (۲۰۰۸) است. این ترانه در ۲۶ سپتامبر ۲۰۰۸ به عنوان دومین تک‌آهنگ آلبوم منتشر شد. «پوکر فیس» یک ترانه سینث-پاپ در کلید G♯ minor است که در ردیف تک‌آهنگ پیشین، «فقط برقص» قرار دارد، اما با آوای موسیقایی تاریک‌تر. ایده اصلی این ترانه دوجنس‌گرایی است و ادای احترامی از گاگا به دوست پسر راک اند رولش بود. متن ترانه دارای کنایه‌های مختلف جنسی است.
«پوکر فیس» مورد تحسین بیش‌تر منتقدان قرار گرفت و آن‌ها از هوک رباتیک و کورس ترانه را تحسین کردند. این ترانه با موفقیت جهانی روبه‌رو شد و در ۲۰ جدول از جمله ایالات متحده، پادشاهی متحده، استرالیا، نیوزلند، کانادا و بسیاری از کشورهای اروپایی در جایگاه نخست قرار گرفت. «پوکر فیس» با بیش از ۹٫۵ میلیون فروش در آن سال، پر فروش‌ترین تک آهنگ در سال ۲۰۰۹ است. این ترانه با فروش بیش از ۱۴ میلیون نسخه در سراسر جهان، یکی از پر فروش‌ترین تک‌آهنگ‌ها در تمام دوره‌ها است. موزیک ویدیوی همراه این ترانه گاگا را در حال خواندن موسیقی با لباس‌های مختلف و بازی پوکر استریپ در یک ویلای تعطیلاتی به تصویر می‌کشد.
گاگا این ترانه را علاوه بر چندین حضور تلویزیونی دیگر، در فصل هشتم برنامهٔ تلویزیونی امریکن آیدل، پنجاه و دومین مراسم جایزه گرمی، تمام تورهای کنسرتی‌اش و نمایش بین دو نیمه سوپر بول ۵۱ اجرا کرد. «صورت پوکر» همچنین در پنجاه و دومین دوره جوایز گرمی نامزد دریافت جایزه  ترانه سال و هم ضبط سال شد و برنده جایزهٔ گرمی بهترین ضبط رقص شد.

## پیشینه
«پوکر فیس» توسط گاگا و ردوان نوشته شد؛ که رد وان در تولید آن نیز حضور داشت. گاگا در مصاحبه‌ای اظهار داشت که «پوکر فیس» توسط او به عنوان یک آهنگ پاپ نوشته شده و توسط راک اند رول بوی‌فرندز از وی تجلیل شده‌است. او همچنین اظهار داشت که ایده اصلی پشت این آهنگ، سکس و قمار بود.
گاگا در مصاحبه‌ای با دیلی استار انگلستان در مورد این آهنگ گفت: «در مورد چیزهای مختلفی است. من قمار می‌کنم، اما من همچنین بسیاری از افرادی را دارم که واقعاً در سکس و مشروب و قمار بازی می‌کنند، بنابراین من می‌خواستم یک رکورد بنویسم که دوستم هم دوست دارد.»
هنگامی که مجله رولینگ استون در مورد معنای خط "bluffin' with my muffin" سؤال کرد، گاگا توضیح داد که آن واقعاً یک استعاره برای واژن است، و اشاره کرد که این چهره poker من است." او اضافه کرد که از یک "Blueberry kisses, the muffin man misses them kisses"، جایی که یک دختر می‌خواست دوست پسرش کس‌لیسی را روی او اجرا کند.
در ۱۱ آوریل ۲۰۰۹، گاگا در حین اجرای تور شهرت خود در پالم اسپرینگز، کالیفرنیا، معنای واقعی پشت اصطلاح «چهره پوکر» به مردم توضیح داد؛ که در این آهنگ به کار می‌رود. او پیشنهاد کرد که این ترانه به تجربه شخصی اش با دوجنس گرایی پرداخت. ایده پشت این ترانه، بودن با مردی بود که در مورد یک زن خیال‌پردازی می‌کرد، از این رو مرد در این ترانه باید «چهره پوکر» خود را بخواند تا درک کند که چه چیزی در ذهن او می‌گذرد.